# Affaire Pusztai
L'affaire Pusztai est une controverse qui s'est développée au Royaume-Uni dans les années 1990 à propos d'expérimentations sur des pommes de terre génétiquement modifiées menées par Árpád Pusztai à la société anglaise de biotechnologie Cambridge Agricultural Genetics, renommée par la suite Axis Genetics.

## Historique
Ces expérimentations ont été menées entre 1995 et 1998 par Árpád Pusztai, scientifique britannique d'origine hongroise, considéré comme le spécialiste mondial des lectines végétales. Elles avaient pour but de tester les propriétés nutritionnelles d'une variété de pomme de terre transgénique portant un gène provenant du perce-neige (Galanthus nivalis). Ce gène exprimait une lectine GNA, protéine aux propriétés insecticides bien connues, mais qui peut provoquer chez les mammifères des troubles digestifs (diarrhées, nausées, et vomissements). Cet OGM n'avait pas été soumis aux procédures d'autorisation de l'UE. 
En 1998, Árpád Pusztai, chercheur à l'institut de recherches Rowett, annonce publiquement, lors d'une interview à la télévision, que la consommation de ces pommes de terre OGM par des rats provoque une dépression de leur système immunitaire et un retard de croissance. Cette émission provoque un scandale dans les médias, à la suite de quoi il est suspendu de ses fonctions à l'institut Rowett et un comité officiel conclut qu'au vu des données expérimentales, les déclarations d'Árpád Pusztai ne sont pas vérifiées. 
Par la suite, en 1999, Árpád Pusztai reçoit le soutien public de scientifiques internationaux et publie ses travaux dans The Lancet,, provoquant une polémique entre ce journal médical britannique et des institutions comme la Société royale de Londres et l'Académie des sciences médicales (Academy of Medical Sciences). Cependant, cette publication ne reprend pas les accusations initiales, notant seulement un épaississement de la muqueuse gastrique, mais pas les effets déclarés sur la croissance et le système immunitaire. 
L'affaire Pusztai fut retenue et analysée dans le cadre des études de cas du Zentrum für Technik- und Wirtschaftsethik (Centre pour l'éthique dans la technique et l'économie de l'Institut de technologie de Karlsruhe). L'auteur, Dieter Deiseroth, comprend l'affaire comme une étude de cas sur l'éthique dans la science. Les questions suivantes furent soulevées à la fin de l'étude : d'une part, le comportement de l'Institut Rowett et de ses donneurs d'ordre n'est pas clair. Au lieu de soutenir Pusztai dans la controverse avec des groupes d'intérêts scientifiques, politiques et économiques, et faire avancer son travail de recherche, ils ont décidé de le pousser à renoncer et à quitter l'Institut. Deiseroth se réfère à la controverse sur le travail de recherche de Gilles-Éric Séralini sur le maïs MON 863 en suggérant d'identifier des structures de pouvoir et d'influence fondamentales potentiellement comparables. L'auteur réclame des mesures assurant qu'une divergence de vues d'ordre scientifique n'entraîne pas un risque existentiel pour la carrière des scientifiques qui expriment des différences d'opinion par responsabilité déontologique.